# Ахучитлан-дель-Прогресо
Ахучитлан-дель-Прогресо (исп. Ajuchitlán del Progreso) — город и административный центр одноимённого муниципалитета в мексиканском штате Герреро. Численность населения, по данным переписи 2010 года, составила 6 388 человек.

## Общие сведения
Название Ajuchitlán с языка науатль можно перевести как: цветы на воде.
Первое упоминание о поселение относится к 1528 году, когда испанцы обложили его налогами.
Во время Войны за независимость местная церковь использовалась как тюрьма.